# Bataille de Toretsk
Invasion de l'Ukraine par la Russie
Batailles
Offensive de Kiev (Jytomyr, Kiev) : 
- 1re Hostomel
- Tchernobyl
- Ivankiv
- Kiev
- 2e Hostomel
- Vassylkiv
- Boutcha
- Irpin
  - Bombardement de réfugiés
- Jytomyr
- Mochtchoun
- Makariv
- Brovary

Offensive du Nord (Tchernihiv, Soumy) :
- Hloukhiv
- Slavoutytch
- Bombardements
- Soumy
- Trostianets
- Tchernihiv
- Okhtyrka
- Lebedyn
- Konotop
- Romny
- Desna
- Escarmouches frontalières

Russie  (Briansk, Belgorod) :
- Incursions en Russie occidentale
  - Oblast de Briansk
  - Oblasts de Belgorod et de Koursk
    - Incursions de 2024

  - Bombardement de Belgorod
- Oblast de Koursk (août 2024)

Campagne de l'Est (Donetsk, Louhansk, Kharkiv)
Kharkiv :
- 1re Kharkiv
  - Tchouhouïv
  - Bombardements : en février
  - en mars
  - en avril
  - du bâtiment administratif
- Izioum
- 2e Kharkiv
  - Balaklia
  - 1re Koupiansk
  - Chevtchenkove
- 3e Kharkiv

Nord du Donbass:
- Starobilsk
- Sloviansk
  - Dovhenke
  - 1re Lyman
  - Sviatohirsk
  - Bohorodychne et Krasnopillia
  - Bombardements : Bilohorivka
  - Kramatorsk
- Sievierodonetsk
  - Kreminna
  - Donets
  - Roubijné
  - Popasna
  - Tochkivka
  - Massacre
- Lyssytchansk
- 2e Kharkiv
  - Balaklia
  - 1re Koupiansk
  - Chevtchenkove
  - 2e Lyman
- Oblast de Louhansk
  - Ligne Svatove-Kreminna
  - Serebryansky
  - 2e Koupiansk

 Centre du Donbass:
- Horlivka
- Popasna
- Svitlodarsk
- Bakhmout
  - Soledar
- Siversk
- Tchassiv Iar
- Toretsk
- Kourakhove
- Velyka Novossilka
- Novopavlivka

Sud du Donbass :
- Volnovakha
- Marioupol
  - Bombardements : de l'hôpital
  - du théâtre
  - de l'école d'art
- Pisky
- Vouhledar
  - Pavlivka
- Marïnka
- Contre-offensive de 2023
- Avdiïvka
- Novomykhaïlivka
- Pokrovsk
  - Krasnohorivka
  - Toretsk
- Bombardements :
- Makiïvka
- Donetsk

Campagne du Sud (Mykolaïv, Kherson, Zaporijjia)
- 1re Kherson
- Odessa
- Melitopol
- Mykolaïv
  - Bombardements : à fragmentation
  - du bâtiment administratif
- 1re Berdiansk
- Zaporijjia
- Tchornobaïvka
- Enerhodar
- Voznessensk
- Houliaïpole
- Davydiv Brid
- 2e Berdiansk
- Nova Kakhovka
- 2e Kherson
  - Doudtchany
- Dniepr
- Tchoulakivka
- Contre-offensive de 2023
  - Robotyne

Frappes aériennes dans l'Ouest et le Centre de l'Ukraine
- Lviv (02/2022)
- Vinnytsia (03/2022)
- Yavoriv (03/2022)
- Deliatyne (03/2022)
- Dnipro
- Rivne

Guerre navale
- Île des Serpents (02/2022)
- Moskva (04/2022)

Attaques en Crimée
- Novofedorivka (08/2022)
- Djankoï (08/2022)
- Pont de Crimée (10/2022)
- Base navale de Sébastopol (10/2022)
- Pont de Crimée (07/2023)
- Base navale de Sébastopol (09/2023)

Débordement
- Aéroport de Millerovo
- Sabotages en Russie
- Attaques en Transnistrie
- Sabotage des gazoducs Nord Stream
- Terrain d'entraînement militaire de Soloti
- Explosions en Pologne
- Bases aériennes de Dyagilevo et Engels-2
- Base aérienne de Minsk-Matchoulichtchi
- Crise russo-moldave de 2023
  - Accusations de tentative de coup d'État en Moldavie
- Incident de drone de 2023 en mer Noire
- Rébellion du groupe Wagner

Massacres
- Tchernihiv
- Boutcha
- Borodianka
- Olenivka
- Izioum

La bataille de Toretsk est un engagement entre les forces ukrainiennes et russes lors de la guerre russo-ukrainienne, débutant en juin 2024. Les deux armées se disputent le contrôle de la ville de Toretsk et de ses villes satellites. L'effort visant à contrôler la ville fait partie d'un effort renouvelé visant à conquérir des parties de l'oblast de Donetsk et, selon un porte-parole de l'armée ukrainienne, d'une tentative de contourner la ville très contestée de Tchassiv Iar par le sud.

## Forces en présence

### Russie
Forces armées russes
- Armée de terre russe
  -  51e armée combinée
    -  1re brigade de fusiliers motorisés
    -  9e brigade de fusiliers motorisés
    -  87e régiment de fusiliers motorisés
    -  132e brigade de fusiliers motorisés
      - 101e régiment de fusiliers motorisés
      - 109e régiment de fusiliers motorisés
      - 1436e régiment de fusiliers motorisés

### Ukraine
Forces armées ukrainiennes
- Armée de terre ukrainienne
  -  28e brigade mécanisée
  -  32e brigade mécanisée
  -  41e brigade mécanisée
  -  53e brigade mécanisée
  -  100e brigade mécanisée
  -  150e brigade mécanisée
  -  425e bataillon d'assaut « Skala »
- Forces d'assaut aérien ukrainiennes
  -  95e brigade d'assaut aérien
- Police militaire ukrainienne
  -  138e centre spécial

 Ministère de l'Intérieur :
- Garde nationale de l'Ukraine
  -  Unité spéciale Oméga Nord
- Forces de police spéciale
  -  Brigade « Lyut »
    -  Régiment d'assaut « Safari »
    -  Régiment d'assaut « Louhansk »
    -  Bataillon Enei

## Déroulement de la bataille

### Premières attaques et prise de Choumy (18 juin –1erjuillet)
Les premiers engagements offensifs en direction de Toretsk par les Forces armées russes ont commencé le 18 juin 2024, lorsque les villages de Pivdenbe, Pivnichne et Niou-Iork, oblast de Donetsk ont connu les premiers assauts,. Les responsables ukrainiens ont signalé le même jour une « augmentation soudaine » des attaques russes en direction de la ville principale. DeepStateMap.Live a montré le 18 juin une avancée russe en direction générale de Droujba et Pivnichne.
Les blogueurs militaires russes ont pour la première fois revendiqué les avancées des forces russes dans la direction de Toretsk le 19 juin, y compris une avancée vers Pivnichne, bien que ces affirmations n'aient pas été corroborées par des sources occidentales. La Russie a continué à attaquer les localités qui avaient été la cible de tirs la veille, ainsi que Zalizne, Droujba et Choumy.
Les 20 et 21 juin, les forces russes ont poursuivi leurs assauts contre les villes entourant Toretsk et des sources russes ont affirmé une avancée jusqu'au sud de Niou-Iork. Nazar Volochyn, porte-parole des Forces armées ukrainiennes, a analysé le 21 juin que la nouvelle offensive russe était probablement une tentative de « développer une offensive » sur la ville contestée de Tchassiv Iar depuis le sud.
DeepStateMap.Live a montré et une source ukrainienne a rapporté le 21 juin que les forces russes avaient pris Choumy, et les blogueurs militaires russes ont continué de revendiquer des avancées à Pivnichne, ainsi qu'à Pivdenne et Droujba le 22 juin. Le 23 juin, les affirmations d'avancées russes à Pivnichne, en plus de la prise de Choumy, ont été confirmées par un observateur militaire ukrainien.
Les forces russes ont avancé près de Droujba le 24 juin et ont poursuivi leurs attaques à Pivnichne, Pivdenne et Niou-Iork. Des sources russes ont affirmé le 26 juin que de nouvelles avancées avaient eu lieu à Pivnichne et Droujba, ainsi qu'une avancée en direction du sud de Niou-Iork. L'Institut pour l'étude de la guerre (ISW) a analysé le 27 juin que l'avancée à Toretsk n'était pas actuellement une priorité majeure pour la Russie, car elle n'avait pas encore engagé beaucoup de forces dans l'opération, et a estimé que des gains russes majeurs dans la région seraient nécessaires et qu'ils ne risquaient pas d'arriver rapidement. Des sources russes ont affirmé le 27 juin que la Russie avait atteint l'extérieur de Zalizne et était entrée dans Niou-Iork, bien que cette dernière affirmation ne soit confirmée par des sources non russes qu'au début du mois de juillet. La ligne de front se trouvait à 1,5 km de Toretsk en raison des récentes avancées russes, mais cela a été réfuté par l'ISW qui a évalué le 28 juin que les forces russes se trouvaient à environ trois kilomètres de Toretsk.
Le 29 juin, la Russie a réalisé de légers progrès à Droujba et des sources russes ont affirmé des avancées près de Pivnichne, Pivdenne et Zalizne. Le ministère russe de la Défense a affirmé le 30 juin que ses forces avaient avancé à travers Pivnichne en lançant une attaque surprise contre les positions ukrainiennes en contournant le terrain par un tunnel souterrain. Un observateur militaire ukrainien a déclaré que l'avancée russe dans la direction de Toretsk le 30 juin était à 2,6 kilomètres, et a noté que les avancées russes à Pivdenne avaient rencontré « peu de résistance ».

### Entrée dans Niou-Iork et avancées plus en profondeur (2 juillet – 21 août)
DeepStateMap.Live a montré le 2 juillet que les forces russes ont avancé d'environ quatre kilomètres vers Niou-Iork, la première avancée confirmée près de la bourgade, et ont ainsi occupé des parties du village de Yurivka. Des sources russes et ukrainiennes ont toutes deux fait état d’avancées similaires. Le 3 juillet et les jours précédents, les forces russes ont avancé de manière significative dans la direction de Toretsk depuis l'est, atteignant et contestant l'est de Pivnichne et Droujba.
Toretsk elle-même a d'abord subi la pression russe le 5 juillet grâce à des avancées russes supplémentaires à Pivnichne et Droujba, mais elle n'était pas encore contestée et n'avait pas encore été pénétrée par les forces russes.
Le 12 juillet, les forces russes ont encore avancé à Niou-Iork et contestaient la partie centrale de la localité. Un porte-parole ukrainien a déclaré que la Russie accordait moins de priorité à la bataille de Tchassiv Iar et que davantage d'efforts étaient déployés pour avancer vers Toretsk. La Russie a continué de tenter d'avancer vers Toretsk depuis Niou-Iork au sud et l'ensemble des villages à l'est le 12 juillet. L'ISW a rapporté que le centre de Zalizne avait été atteint par les forces russes le 13 juillet, et des sources russes ont affirmé que des nouvelles avancées avaient eu lieu près de Pivnichne.
Le 17 juillet, les forces ukrainiennes ont repris le territoire au sud-est de Niou-Iork le long d'un brise-vent. Le même jour, des sources russes ont affirmé de nouvelles avancées dans le sud de Niou-Iork et ont confirmé que des avancées russes avaient été réalisées le 18 juillet dans la partie est de la localité. Des sources russes ont également fait état de progrès à Droujba, Pivnichne et Zalizne. Le 19 juillet, la Russie a réalisé de nouvelles avancées confirmées dans l'est de Droujba et à Pivnichne. Des avancées ont également été revendiquées par des sources russes à Zalizne et dans le sud-ouest de Niou-Iork. Le 22 juillet, de nouvelles avancées ont été réalisées à Niou-Iork par les forces russes, s'emparant de la majeure partie du sud-ouest de celle-ci et avançant jusqu'à la rue Yesenina.
Du 23 au 29 juillet, les combats se sont poursuivis à Droujba, Niou-Iork, Pivdenne, Pivnichne et Zalizne, et les forces russes ont réalisé des avancées marginales à l'est de Toretsk et à Niou-Iork,. Le 29 juillet, les forces russes avaient pris la partie est de Zalizne et le 30 juillet, le ministère russe de la Défense a affirmé que ses forces avaient conquis l'intégralité de Pivdenne, à 6 kilomètres de Toretsk. Des sources russes ont également affirmé que des combats avaient eu lieu à Toretsk même, bien que cela n'ait pas été confirmé par des sources non russes,. Les forces russes ont continué à bombarder et à frapper Toretsk, en partie avec des bombes planantes.
Début août, les forces russes ont continué de progresser marginalement dans les localités entourant Toretsk. Le 5 août, les forces russes ont signalé qu'elles avaient pris la majeure partie du nord-ouest de Niou-Iork, mais certaines sources ont affirmé que les forces ukrainiennes avaient repris ce territoire le lendemain. Le 8 août des sources russes ont également affirmé que la totalité de Niou-Iork avait été conquise par la Russie, mais cela n'a pas été confirmé par des sources non russes. Les forces russes ont également progressé à l'ouest de Niou-Iork et dans le sud-ouest de Zalizne début août.
Le 11 août, les forces russes ont pris les dernières parties de la ligne de défense datant de la guerre dans le Donbass, et avec elles le dernier territoire sous contrôle ukrainien adjacent au territoire du Donbass détenu par des mandataires russes avant l'invasion russe à grande échelle de l'Ukraine. Ce territoire était à l'est de Niou-Iork et permettrait à leurs forces d'étendre leur contrôle à 65 % de la ville. Le même jour, DeepStateMap.Live a montré que la Russie avait conquis les dernières parties de Pivdenne dans le processus de prise de la ligne de défense de 2014 et avait avancé jusqu'à la périphérie est de Toretsk à Pivnichne.
Le 18 août, DeepStateMap.Live a montré que la Russie avait avancé pour occuper la quasi-totalité de Niou-Iork et avait avancé vers le nord jusqu'au village de Nelipivka. Des sources russes ont, en outre, affirmé la prise complète de Niu-York, la saisie d'un dépotoir à Zalizne et une avancée vers l'est de Toretsk.

### Entrée des Russes dans Toretsk (depuis le 22 août 2024)
Le 22 août, les forces russes auraient fait leur première avancée dans Toretsk, depuis Pivnichne vers la partie est de la ville. À partir d'un autre axe depuis Zalizne, les forces russes ont pris pied le 23 août dans le sud de Toretsk. Selon des sources russes, la percée tient sur un front d’une profondeur de 800 mètres sur une largeur de 750 mètres.
Le 30 septembre, le ministère russe de la Défense revendique la prise de contrôle du village de Nelipivka, à moins de cinq kilomètres au sud de Toretsk, qui est confirmée le 18 octobre par l'ISW.
Les combats se sont poursuivis début octobre, les forces russes avançant progressivement à l'intérieur de Toretsk. Vers le 8 octobre, de nouvelles avancées ont été réalisées dans le sud de Toretsk, le long des rues Peremohy et Konstytutsyi et dans l'est de Toretsk. Le 11 octobre, les forces russes s'étaient emparées d'environ la moitié de Toretsk, comme l'a déclaré le chef administratif de la ville et tentaient de « capturer rapidement » la ville. Environ 1 150 personnes seraient restées à Toretsk.
Le 7 février 2025, les forces russes affirment avoir capturé le reste de la commune ce que l'Ukraine dément. Selon DeepStateMap.Live, les forces russes ont pris le contrôle du centre-ville et combattent dans la banlieue.
Le 12 février 2025, selon Liveuamap, l'armée ukrainienne libère une partie des faubourg au nord-ouest de la ville sur environ 500m de profondeur,
Fin février et début mars, l'armée ukranienne a lancé une contre-offensive, tentant d’avancer vers le centre-ville, renforçant sa présence dans la ville et ses environs,.
Le 8 mai 2025, la 100e brigade mécanisée ukrainienne entame une offensive vers le centre de la ville. L'offensive est repoussée au prix de lourdes pertes blindés pour l'Ukraine, notamment plusieurs Bradley et M113.